# Conus kintoki
Espèce
Statut de conservation UICN

 LC  : Préoccupation mineure
Conus kintoki est une espèce de mollusques gastéropodes marins de la famille des Conidae.
Comme toutes les espèces du genre Conus, ces escargots sont prédateurs et venimeux. Ils sont capables de « piquer » les humains et doivent donc être manipulés avec précaution, voire pas du tout.

## Description
La taille de la coquille varie entre 45 mm et 116 mm.

## Distribution
Cette espèce marine est présente au large des Philippines et dans la mer de Chine méridionale.

### Niveau de risque d’extinction de l’espèce
Selon l'analyse de l'UICN réalisée en 2011 pour la définition du niveau de risque d'extinction, cette espèce se trouve aux Philippines, au Viet Nam, le long de la côte sud de la Chine, et à Sabah. Elle est commune dans toute son aire de répartition. Il n'y a pas de menaces majeures connues, elle est donc classée dans la catégorie préoccupation mineure.

## Taxonomie

### Publication originale
L'espèce Conus kintoki a été décrite pour la première fois en 1970 par les malacologistes japonais Tadashige Habe et Sadao Kosuge dans la publication intitulée « Pacific Shell News »,.

### Synonymes
- Conus (Virgiconus) kintoki Habe & Kosuge, 1970 · appellation alternative
- Conus kintoki Coomans & Moolenbeek, 1982 · non accepté
- Virgiconus kintoki (Habe & Kosuge, 1970) · non accepté